# Emilio Jofré
Emilio Jofré (n. Mendoza, 22 de abril de 1907 - Ibídem, 21 de abril de 1996) fue un abogado y político argentino perteneciente al Partido Demócrata de Mendoza que ejerció como Diputado Nacional entre 1960 y 1962, y nuevamente entre 1963 y 1966, viéndose sus dos períodos interrumpidos por golpes de estado que disolvieron el Congreso de la  Nación Argentina.
Fue también candidato a vicepresidente por la Federación Nacional de Partidos de Centro secundado a Emilio Olmos en las elecciones presidenciales de 1963. En 1966, fue candidato a gobernador de Mendoza por el PD. Si bien resultó elegido por estrecho margen, no llegó a asumir el cargo debido al golpe de Estado del 28 de junio de ese mismo año. Después de este revés, se retiró de la política para dedicarse a la abogacía. Falleció el 21 de abril de 1996, víctima de un accidente cerebrovascular, un día antes de cumplir ochenta y nueve años.

## Biografía

### Primeros años
Jofré nació en la ciudad de Mendoza el 22 de abril de 1907, hijo de Emilio Jofré Alvelda, maestro rural, agricultor y abogado. Su familia es descendiente de Juan Jufré, a quien se le atribuye la segunda fundación de Mendoza. Jofré estudió y obtuvo su diploma de abogado en la Facultad de Derecho de la Universidad de Buenos Aires. Tras recibirse retornó a su provincia, siendo rector del Colegio Nacional Central de Mendoza. Se casó con Angélica Suárez Civit, con quien tuvo una sola hija, Mora Jofré Suárez.

### Carrera política

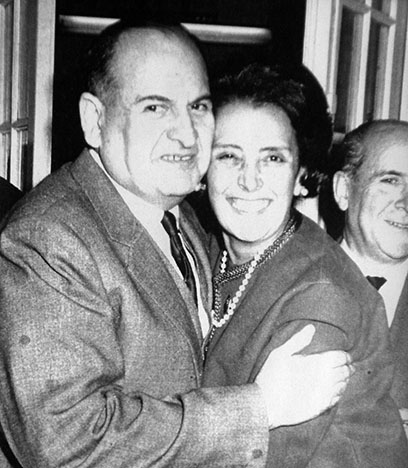
Jofré y su esposa, Angélica Suárez Civit, celebrando el triunfo del primero en las elecciones gubernativas de 1966.

Como miembro del Partido Demócrata de Mendoza, Jofré tuvo una carrera política destacada dentro de su provincia, llegando a ser presidente del partido en cuatro períodos consecutivos. A pesar de declararse conservador, Jofré defendía profundamente la democracia representativa como forma de gobierno y, a diferencia de la mayoría de sus copartidarios, estaba a favor de la integración de la mujer en la vida política. Su esposa fue fundadora de una rama femenina del partido durante su liderazgo. Llegó a ser subsecretario de gobierno, titular de la Caja de Jubilaciones y Pensiones, y convencional constituyente por Mendoza durante la reforma constitucional argentina de 1957, tras el golpe de Estado de 1955, que proscribió al peronismo.
En las elecciones legislativas de 1960, Jofré resultó elegido diputado, ocupando la banca desde el 1 de mayo de ese mismo año hasta la clausura del Congreso por parte del presidente José María Guido el 19 de mayo de 1962, en medio del golpe de Estado detonado por la victoria peronista en las elecciones legislativas de aquel año. Tras la normalización institucional después del golpe, Jofré fue nuevamente elegido diputado, conservando la banca hasta la siguiente interrupción constitucional, el 28 de junio. Simultáneamente con su candidatura a diputado, Jofré fue candidato a vicepresidente de la Nación Argentina, secundando la fórmula del cordobés Emilio Olmos, en una gran coalición de partidos conservadores provinciales. La fórmula obtuvo el 6.53% de los votos nacionales y se impuso en Mendoza, San Luis, y Chaco.
Sin embargo, su carrera política llegó a su apogeo, y final, con la elección provincial de Mendoza de 1966. Jofré fue proclamado candidato a gobernador, con Carlos Galletti como compañero de fórmula. La elección gozaba de interés nacional debido a que el gobierno de Arturo Umberto Illia había permitido la participación del Partido Justicialista, con Ernesto Corvalán Nanclares como candidato, y del neoperonismo, que presentó a Alberto Serú García, del Movimiento Popular Mendocino. La Unión Cívica Radical del Pueblo presentó a Armando Day. Esto provocó que los comicios mendocinos se convirtieran en una batalla entre peronistas verticalistas y neoperonistas. En ese contexto, y con el peronismo y el radicalismo divididos, Jofré, que había encabezado una campaña tranquila (exceptuando sus acusaciones contra Serú García de ser comunista), obtuvo una estrecha victoria con el 32.32% de los votos, superando por poco al justicialismo verticalista.
Después de este triunfo, Jofré negoció con éxito con el radicalismo del pueblo, que aceptó investirlo gobernador en el Colegio Electoral provincial a fin de evitar que cualquiera de las dos expresiones del peronismo tomara el control de la provincia. Jofré debía asumir su mandato el 12 de octubre de 1966. Sin embargo, el 28 de junio, se produjo un golpe de Estado militar encabezado por Juan Carlos Onganía que depuso al gobierno de Illia e intervino todas las provincias, anulando de facto la elección de Jofré.

### Vida posterior
Después de que su victoria fuera anulada, Jofré se retiró de la política activa y se dedicó de lleno a la abogacía. También pasó cierto tiempo trabajando la tierra en sus propiedades en Lunlunta y La Consulta, donde se dedicó al cultivo de la vid. En los últimos años de su vida, su salud declinó y sufrió un accidente cerebrovascular, muriendo finalmente el 21 de abril de 1996.